# Vincenzo Marchetti
Vincenzo Marchetti (ur. 5 kwietnia 1955 w Cuneo) – włoski lekkoatleta, który specjalizował się w rzucie oszczepem. 
W 1978 wystartował w zawodach pucharu narodów oraz odpadł w eliminacjach podczas mistrzostw Europy. Uczestnik pucharu Europy oraz wielokrotny reprezentant kraju w meczach międzypaństwowych. W 1979 zdobył jedyny w karierze tytuł mistrza Włoch. Jego żona – Renata Scaglia – zdobyła dwa medale igrzysk śródziemnomorskich w rzucie dyskiem. 
Rekord życiowy: 79,94 (21 czerwca 1977, Turyn)

## Osiągnięcia
| Rok  | Impreza                 | Miejsce     | Pozycja           | Wynik |
| ---- | ----------------------- | ----------- | ----------------- | ----- |
| 1978 | Puchar narodów          | Tokio       | 5. miejsce        | 75,06 |
| 1978 | Mistrzostwa Europy      | Praga       | el. – 23. miejsce | 71,80 |
| 1979 | Półfinał pucharu Europy | Lüdenscheid | 6. miejsce        | 73,44 |

## Najlepsze wyniki
| Wynik | Miejsce  | Data        |
| ----- | -------- | ----------- |
| 79,94 | Turyn    | 21 czerwca  |
| 78,62 | Ateny    | 17 lipca    |
| 78,12 | Mediolan | 26 czerwca  |
| 77,70 | Rzym     | 28 lipca    |
| 75,22 | Russi    | 2 kwietnia  |
| 75,40 | Turyn    | 4 czerwca   |
| 66,64 | Helsinki | 14 sierpnia |

| Wynik | Miejsce   | Data        |
| ----- | --------- | ----------- |
| 79,86 | Wenecja   | 6 sierpnia  |
| 79,00 | Piza      | 12 maja     |
| 78,78 | Kouvola   | 11 lipca    |
| 78,22 | Budapeszt | 12 czerwca  |
| 77,22 | Skopje    | 18 maja     |
| 76,68 | Turyn     | 28 maja     |
| 75,06 | Tokio     | 25 września |
| 71,80 | Praga     | 29 sierpnia |

| Wynik | Miejsce     | Data       |
| ----- | ----------- | ---------- |
| 77,04 | Rzym        | 16 lipca   |
| 76,66 | Rawenna     | 9 września |
| 73,54 | Turyn       | 8 czerwca  |
| 73,44 | Lüdenscheid | 30 czerwca |